# Nicolas Henri Jacob
Pour les articles homonymes, voir Jacob (homonymie).
Nicolas-Henri Jacob, né à Paris le 6 juin 1782 et mort le 31 janvier 1871 à Paris 14e arrondissement, est un peintre, dessinateur et architecte de mobilier français qui a joué un rôle pionnier dans l'art de la lithographie et l'a imposée comme un auxiliaire précieux de l'édition scientifique.

## Biographie
Fils de Henri Jacob (1753-1824), menuisier et d'Antoinette-Charlotte Prudhomme, elle-même fille du maître peintre Nicolas Prudhomme. Henri-Nicolas Jacob était le cousin du célèbre ébéniste Georges Jacob, Nicolas Henri fut élève de Jacques-Louis David, d'Antoine Dupasquier (vers 1748-1831) et de  Jean-Jacques Morgan (1756-1799). En 1802, il présente au Salon de Paris une série de dessins à la plume et devient peintre de cour d'Eugène de Beauharnais, pour lequel il travailla de 1805 à 1814 à Milan. Il y fut concepteur de meubles pour le célèbre magasin L'Escalier de Cristal de  Marie Desarnaud (1775-1842) de l'extraordinaire table de toilette en cristal de la duchesse de Berry (offerte au musée du Louvre par l'antiquaire parisien Maurice Ségoura et Claude Ott).
À son retour en France, il trouve un emploi de professeur de dessin à l'École nationale vétérinaire d'Alfort (1818-1830) puis s'établit à Paris et ouvre son cours de dessin. Il est le maître de Jean-Baptiste Léveillé. Il eut pour collaborateur Edmond Pouchet, E. Roussin. Il eut pour épouse la femme peintre Charlotte Hublier (1817-... ).

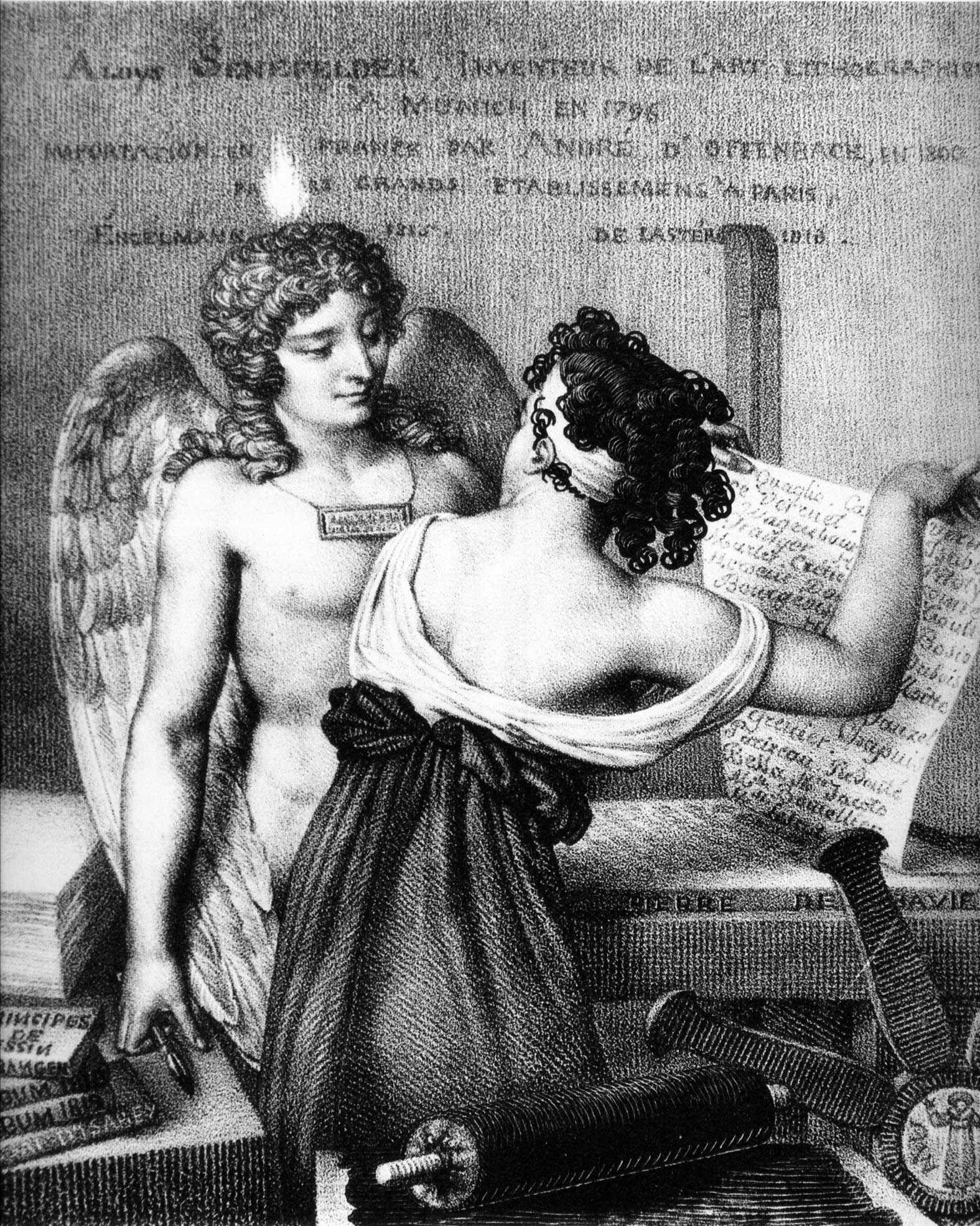
Frontispice pour L’art de la lithographie d'Aloïs Senefelder, dessiné et lithographié par N. H. Jacob (1819).

Jacob s'est consacré très tôt à la technique naissante de la lithographie, dont il fut l'un des pionniers. Ses premières planches furent exposées au Salon de Paris de 1819, puis devinrent récurrentes à partir du Salon de 1824 (portraits, scènes de genre etc.) : c'est à cette époque qu'il commença à travailler régulièrement pour l'édition scientifique et médicale. De 1830 à 1850, il se consacra presque exclusivement à l'exécution des 700 planches lithographiées pour l’ouvrage monumental de Bourgery : Traité complet de l’anatomie de l’homme (1831–1854) et, s'il continuait d'assurer son enseignement du dessin, il avait cessé d'exposer. Ces planches anatomiques ont fait date dans l'illustration scientifique : avec Jacob, l'artiste cesse d'être un prestataire de service pour devenir un véritable collaborateur scientifique, dont les conseils sont appréciés et même recherchés.
À la mort de Bourgery en 1849, Jacob partagea son temps entre des productions destinées aux expositions du   Salon de Paris (1850, 1852, 1857, 1865) et ses contrats d'illustrateur scientifique, cette fois surtout pour les ouvrages de Paléontologie.
Jacob meurt en don domicile parisien au 25, rue du chemin des Plantes, le 31 janvier 1871.

## Galerie

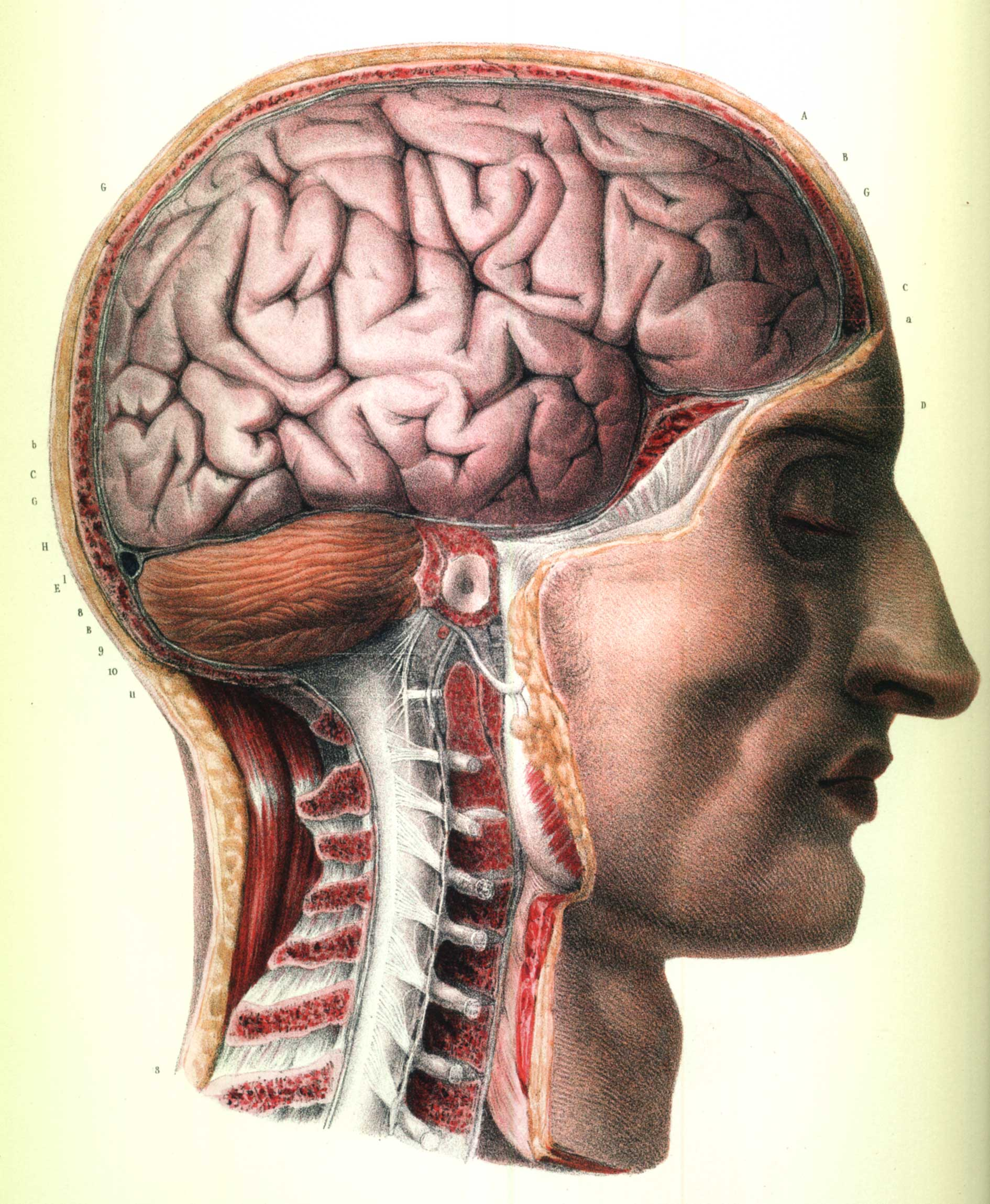
Neuroanatomie , Bourgery & Jacob, Traité complet de l'anatomie de l'homme, 1830–1850.
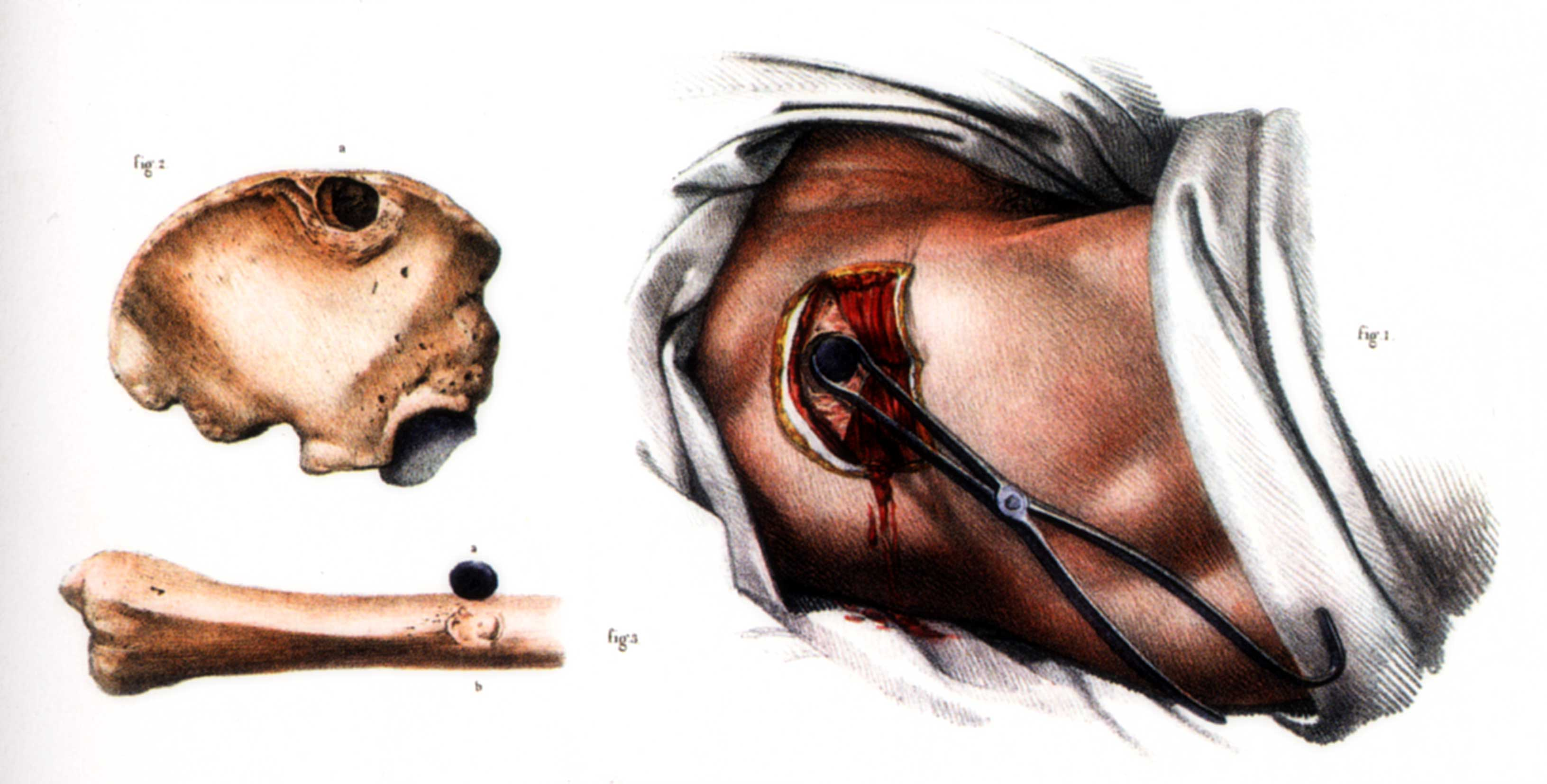
Extraction d'une balle de fusil, Bourgery & Jacob, op. cit.
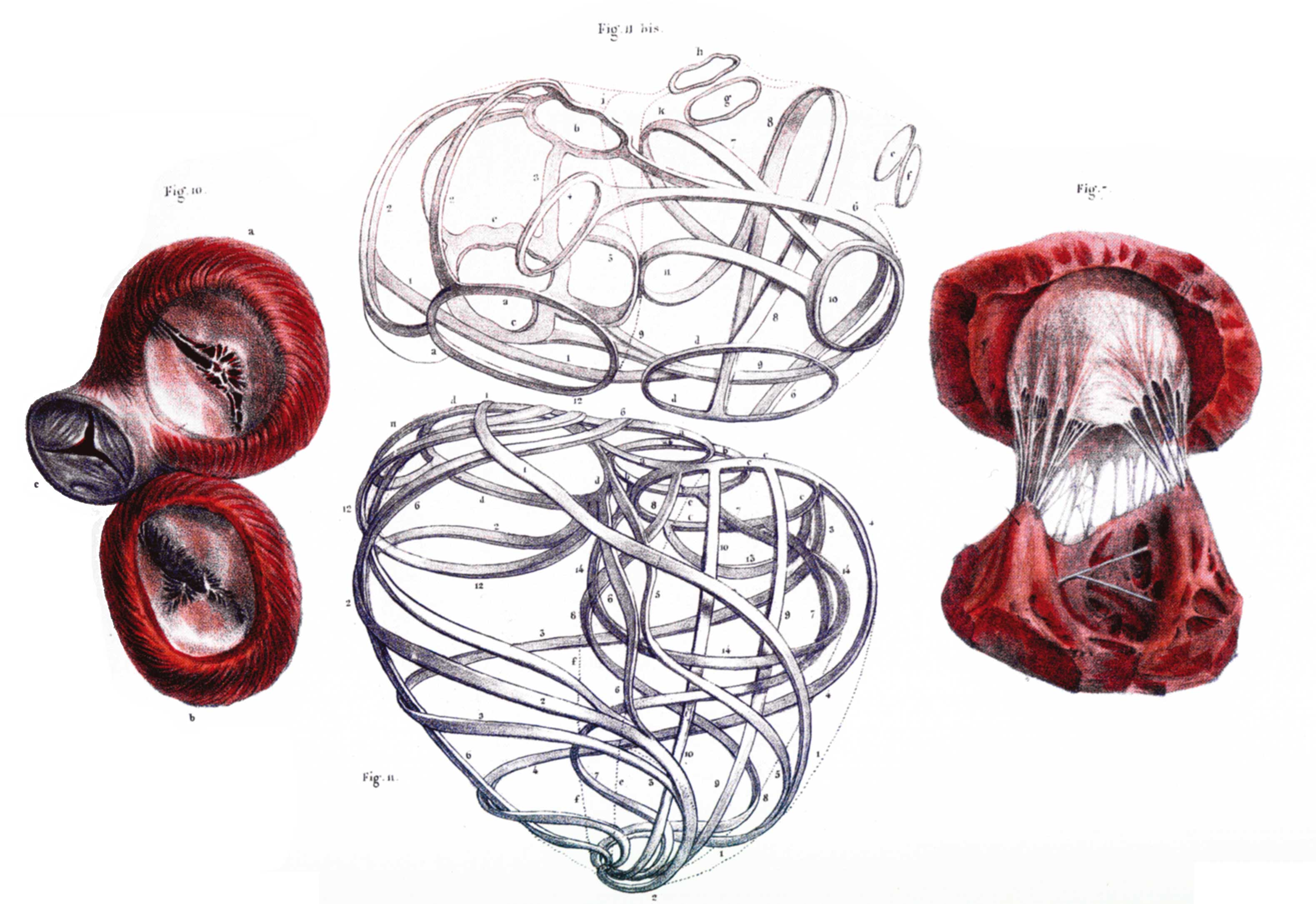
Angiologie, valves du cœur et tissu conjonctif, op. cit.
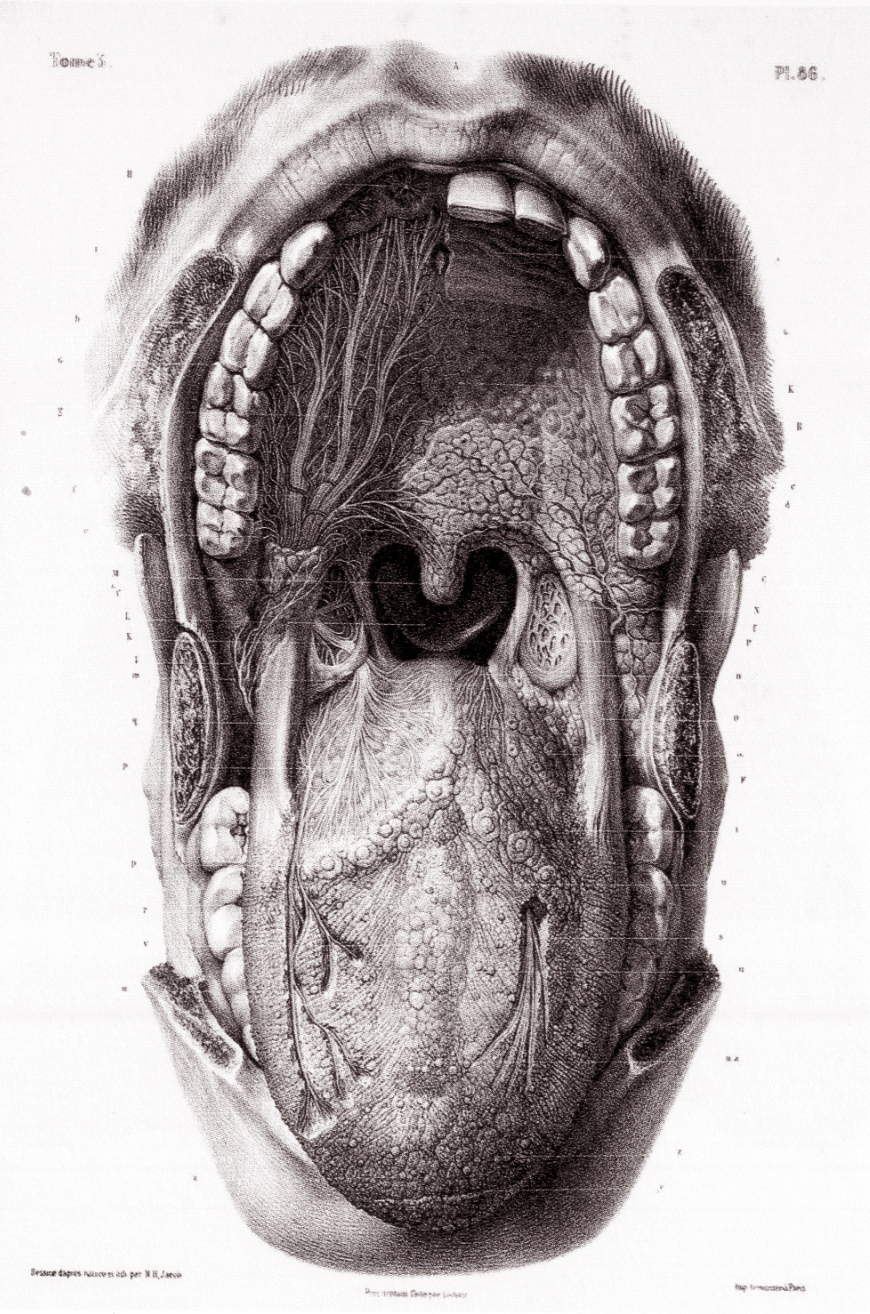
La cavité buccale, op. cit.
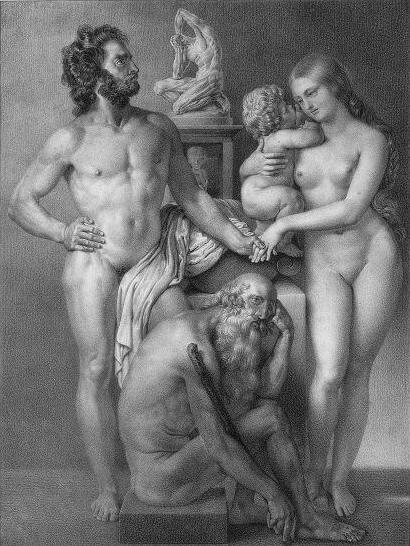
Bourgery, Traité complet de l'anatomie de l'homme, 1830–1850- Frontispice.
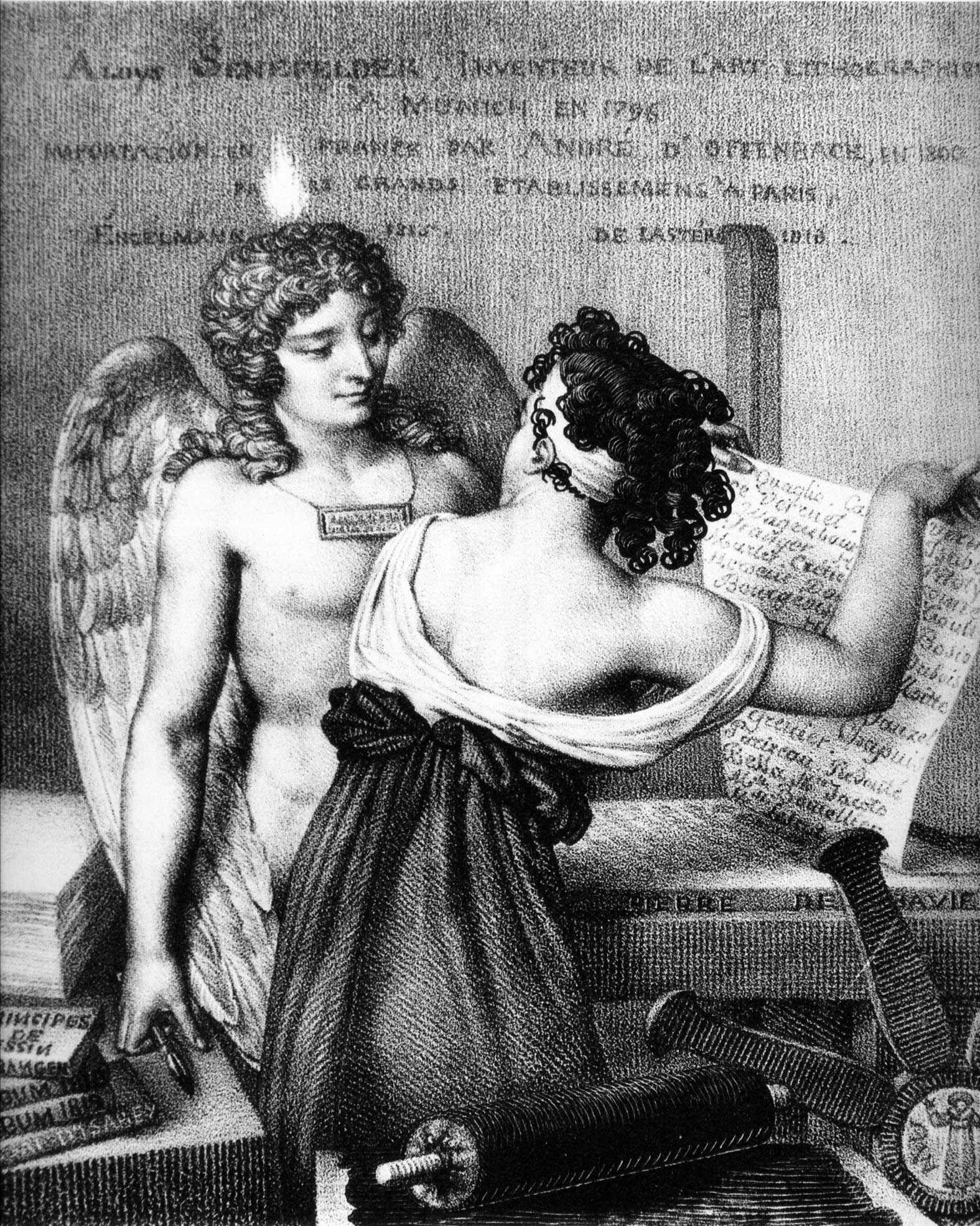
L’art de la lithographie par Aloïs Senefelder, 1819 - Frontispice.

- Nicolas-Henri Jacob dans Wikigallery
- Lithographies d'après Nicolas-Henri Jacob dans Wikigallery
- Cœur, poumons et gros vaisseaux: lithographie pour l'anatomie de Bourgery.
- Le Génie de la lithographie, du  Musée du dessin et de l'estampe original de Gravelines.
- Portrait de jeune fille exposé au Metropolitan Museum of Art (New York).
- Portrait de Dorothée de Courlande, duchesse de Dino dans le site du  Musée Magnin de Dijon.
- Philibert Delorme  lithographie d'après une gravure placée en tête de son œuvre, (1510?-1570),Institut National d’Histoire de l’Art.
- Aloys Senefelder (Supplément à la Typologie-Tucker, mai 1875), Lithographie, Institut National d’Histoire de l’Art.
- La duchesse de Berry regardant ses deux enfants dans leur berceau lire en ligne sur Gallica.
- Dupin, Président de l'Assemblée Nationale législative Né à Varzy (Nièvre), le 1.er février 1783  lire en ligne sur Gallica.
- Jean-Baptiste Bouffet par N.H. Jacob, d'après Alexandre Péron lire en ligne sur Gallica.
- M. de Sartines, les mains liées derrière le dos lire en ligne sur Gallica.
- S. M. Louis XVIII. lire en ligne sur Gallica.
- A Louis XVI, la Ville de Montpellier MDCCCXIX [Montpellier] Fonds Estampes A.Valois, statuaire ; N.H. Jacob, maître de dessin; Lithographie de Langlumé.
- Théâtre de l'opéra-comique, La circassienne, opéra comique, musique de Auber, paroles de Scribe lire en ligne sur Gallica.
- Traité complet de l’anatomie de l’homme comprenant la médecine opératoire avec planches lithographiées d’après nature par H. Jacob. Suppléments par Duchaussoy, 8 volumes, Paris 1832–1854.

## Œuvres et travaux

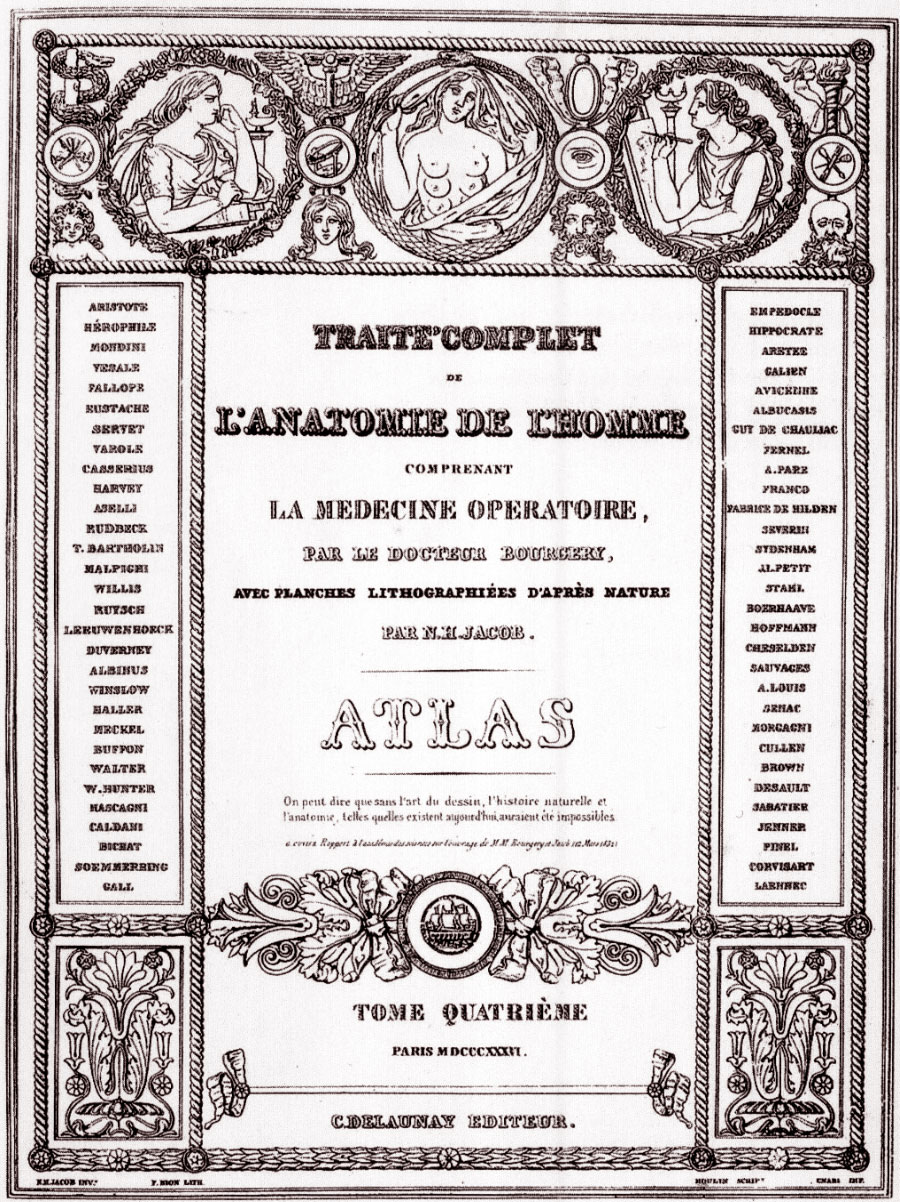
Traité complet de l'anatomie de l'homme comprenant la médecine opératoire, par le Docteur Bourgery avec planches lithographiées d'après nature par Nicolas-Henri Jacob- Atlas, Delaunay éditeur, Paris, 1836 - Frontispice

- Œuvres de Nicolas-Henri Jacob sur le site des Beaux-arts de Paris, l'école nationale supérieure'.
- (it) Storia naturale delle scimie  par Jacob, Nicolas-Henri (illustrations) & Rados, Giovanni (Gravure), F. Artaria - G. Bettalli - F. Ubicini, Milan, 1812.
- Jean-Baptiste Marc Bourgery:Traité complet de l'anatomie de l'homme comprenant la médecine opératoire, avec planches lithographiées d'après nature par Nicolas-Henri Jacob, C.-B. Lefranc, 8 vol., Paris, 1831-1854. - 473 planches de l'ouvrage lire en ligne sur Gallica, et sur le site Anatomia de l'Université de Toronto :Planches hors texte
- Jean-Marc Bourgery : Traité complet de l'anatomie de l'homme, par les Drs Bourgery et Claude Bernard et le professeur-dessinateur-anatomiste N.H. Jacob, avec le concours de Ludovic Hirschfeld, 10 tomes, L. Guérin, Paris , 1866-1871. Texte intégral.
- (en) Jean Baptiste Marc Bourgery; Nicolas-Henri Jacob; Jean-Marie Le Minor; Henri Sick : Atlas of human anatomy and surgery   [the complete coloured plates of 1831 - 1854], rééd., Taschen, Cologne, 2005

## Prix & distinctions
- Chevalier de la Légion d'honneur, de la même promotion qu'Antoine Chazal en tant qu'illustrateurs scientifiques, 1838.
- Prix Montyon (avec Jean-Baptiste Marc Bourgery), 1843.